# Tanga (Region)
Tanga ist eine der insgesamt 31 Verwaltungsregionen Tansanias. Sie liegt im Nordosten des Staates, ihre Hauptstadt heißt ebenfalls Tanga.

## Geographie
Die Region ist 27.348 Quadratkilometer groß und hat rund 2,6 Millionen Einwohner (Volkszählung 2022).
Tanga besteht aus:

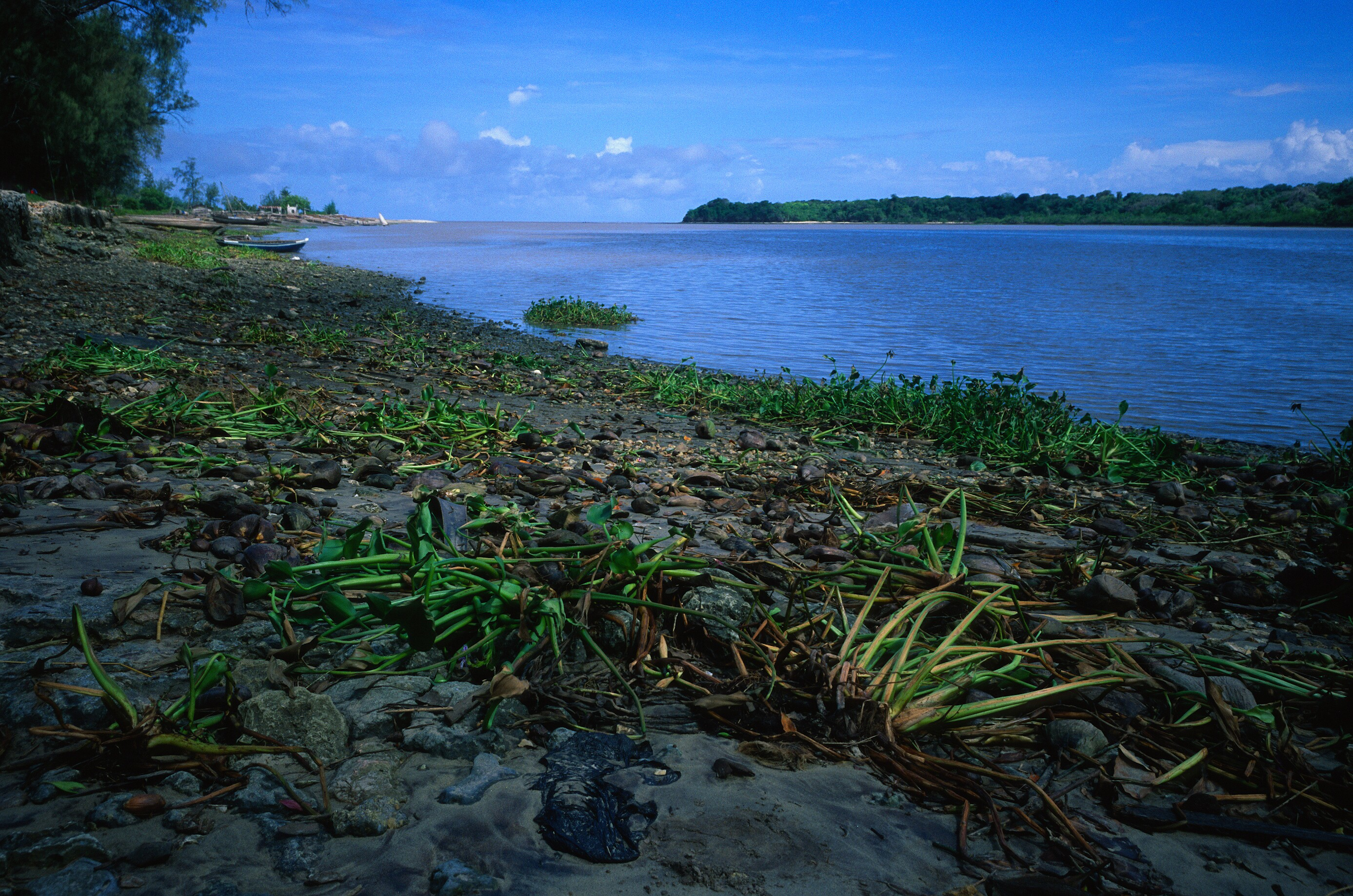
Der Fluss Pangani

- Der Ebene des Flusses Umba im Nordosten: Der Umba entspringt in den Usambara-Bergen. Hier fällt viel Niederschlag in der Saison der kurzen Regenfälle, sodass der Fluss seinen höchsten Wasserstand im Dezember hat.
- Der Ebene des Flusses Pangani im Südwesten: Der Fluss entspringt am Kilimandscharo und Mount Meru in der Region Kilimandscharo. Wichtige Nebenflüsse sind der Mkomazi und der Luengera, die in den Usambara-Bergen entspringen.[5][6]
- Den Usambara-Bergen zwischen den Ebenen der Flüsse Umba und Pangani: Die höchste Erhebung ist der Sungwi mit 2293 Metern.[7]
- Dem Küstenstreifen und den vorgelagerten Inseln am Indischen Ozean.[8]

In der Region Tanga gibt es verschiedene Klimazonen, vom subtropischen ozeanischen Hochlandklima (Cwb nach der effektiven Klimaklassifikation) über tropischem Monsunklima (Am) bis zu ozeanischem Klima (Cfb). Sechzig Prozent der Fläche haben jedoch tropisches Savannenklima (Aw).
|                        | Jan  | Feb  | Mär  | Apr  | Mai  | Jun  | Jul  | Aug  | Sep  | Okt  | Nov  | Dez  |   |      |
| Mittl. Temperatur (°C) | 27,8 | 28,2 | 28,4 | 27,1 | 26   | 25,1 | 24,3 | 24,2 | 24,6 | 25,6 | 26,8 | 27,7 | ⌀ | 26,3 |
| Mittl. Tagesmax. (°C)  | 32,3 | 33   | 33,3 | 31,1 | 29,7 | 29,3 | 28,5 | 28,6 | 29,2 | 30,2 | 31,2 | 32,2 | ⌀ | 30,7 |
| Mittl. Tagesmin. (°C)  | 23,4 | 23,4 | 23,6 | 22,3 | 22,3 | 20,9 | 20,1 | 19,8 | 20,1 | 21,1 | 22,4 | 23,2 | ⌀ | 21,9 |
|                        |      |      |      |      |      |      |      |      |      |      |      |      |   |      |
| Niederschlag (mm)      | 30   | 27   | 98   | 225  | 294  | 84   | 69   | 63   | 78   | 106  | 140  | 76   | Σ | 1290 |

| 23,4 |

| 23,4 |

| 23,6 |

| 22,3 |

| 22,3 |

| 20,9 |

| 20,1 |

| 19,8 |

| 20,1 |

| 21,1 |

| 22,4 |

| 23,2 |

| 23,4 |

| 23,4 |

| 23,6 |

| 22,3 |

| 22,3 |

| 20,9 |

| 20,1 |

| 19,8 |

| 20,1 |

| 21,1 |

| 22,4 |

| 23,2 |

### Nachbarregionen
| Kilimandscharo |                                             | Republik Kenia  |
| Manyara        | Kompassrose, die auf Nachbargemeinden zeigt | Indischer Ozean |
| Morogoro       | Pwani                                       |                 |

## Geschichte
Funde in den Ausläufern des Pare und des Usambara-Gebirges zeigen, dass das Land schon zur Eisenzeit besiedelt war. Die Hauptstadt Tanga wurde im 14. Jahrhundert von persischen Händlern gegründet. Im 16. und 17. Jahrhundert dominierte die Ethnie der Shamba das Gebiet, im 18. Jahrhundert überfielen osmanische Araber die Küste. Ab 1840 drangen arabische und swahilische Händler ins Landesinnere vor, um Elfenbein und Sklaven zu kaufen. In den 1880er Jahren geriet das Land unter deutsche Herrschaft, nach dem Ende des Ersten Weltkrieges übernahmen es die Engländer. Das Gebiet um Tanga gehörte zu Tanganjika, bis dieses die Unabhängigkeit erlangte. Die Region hieß ursprünglich Provinz Tanga. Diese beinhaltete jedoch auch die Distrikte Same und Mwanga, die jetzt zur Region Kilimandscharo gehören.

## Verwaltungsgliederung
Die Region Tanga wird in elf Distrikte untergliedert. Davon sind acht Land-Distrikte (District Council = DC) und drei Stadt-Distrikte (Town Council = TC oder City Council = CC):
| Distrikt     | Einwohner 1988 | Einwohner 2002 | Einwohner 2012 | Einwohner 2016 | Einwohner 2022 |
| ------------ | -------------- | -------------- | -------------- | -------------- | -------------- |
| Bumbuli (DC) | n/a            | n/a            | n/a            | 174.938        | 159.373        |
| Handeni (DC) | 250.244        | 248.633        | 355.702        | 302.466        | 384.353        |
| Handeni (TC) | n/a            | 55.335         | 79.056         | 86.434         | 108.968        |
| Kilindi (DC) | n/a            | 143.792        | 236.833        | 258.937        | 398.391        |
| Korogwe (DC) | 218.849        | 260.238        | 310.346        | 264.628        | 272.870        |
| Korogwe (TC) | n/a            | 52.857         | 68.308         | 74,683         | 86.551         |
| Lushoto (DC) | 357.492        | 418.652        | 492.441        | 363.463        | 350.958        |
| Mkinga (DC)  | n/a            | 95.470         | 118.065        | 129.084        | 146.802        |
| Muheza (DC)  | 229.139        | 182.935        | 204.461        | 223.544        | 238.260        |
| Pangani (DC) | 37.670         | 43.920         | 54.025         | 59.067         | 75.642         |
| Tanga (CC)   | 186.818        | 242.640        | 273.332        | 298.842        | 393.429        |

Der Distrikt Bumbuli wurde 2013 vom Distrikt Lushoto abgespalten.

## Bevölkerung
Im Jahr 2012 waren 43 Prozent der Bevölkerung der Region unter 15 Jahre alt und nur fünf Prozent waren älter als 65 (Stand 2012).
Die größten Volksgruppen in Tanga sind die Shambaa (Sambara), Zigula, Bondei und die zu den Mijikenda zählenden Digo.
| - Bildung: Im Jahr 1995 gab es in der Region Tanga 678 Grundschulen und 41 weiterführende Schulen. Von den Über-Fünfjährigen besuchte ein Drittel eine Schule, acht Prozent hatten die Schule abgebrochen, vierzig Prozent eine Schule abgeschlossen und zwanzig Prozent hatten nie eine Schule besucht (Stand 2012). - Gesundheit: In der Region gab es 13 Krankenhäuser, 17 Gesundheitszentren und 248 Apotheken (Stand 1996). | Hier fehlt eine Grafik, die leider im Moment aus technischen Gründen nicht angezeigt werden kann. Wir arbeiten daran! |

## Einrichtungen und Dienstleistungen

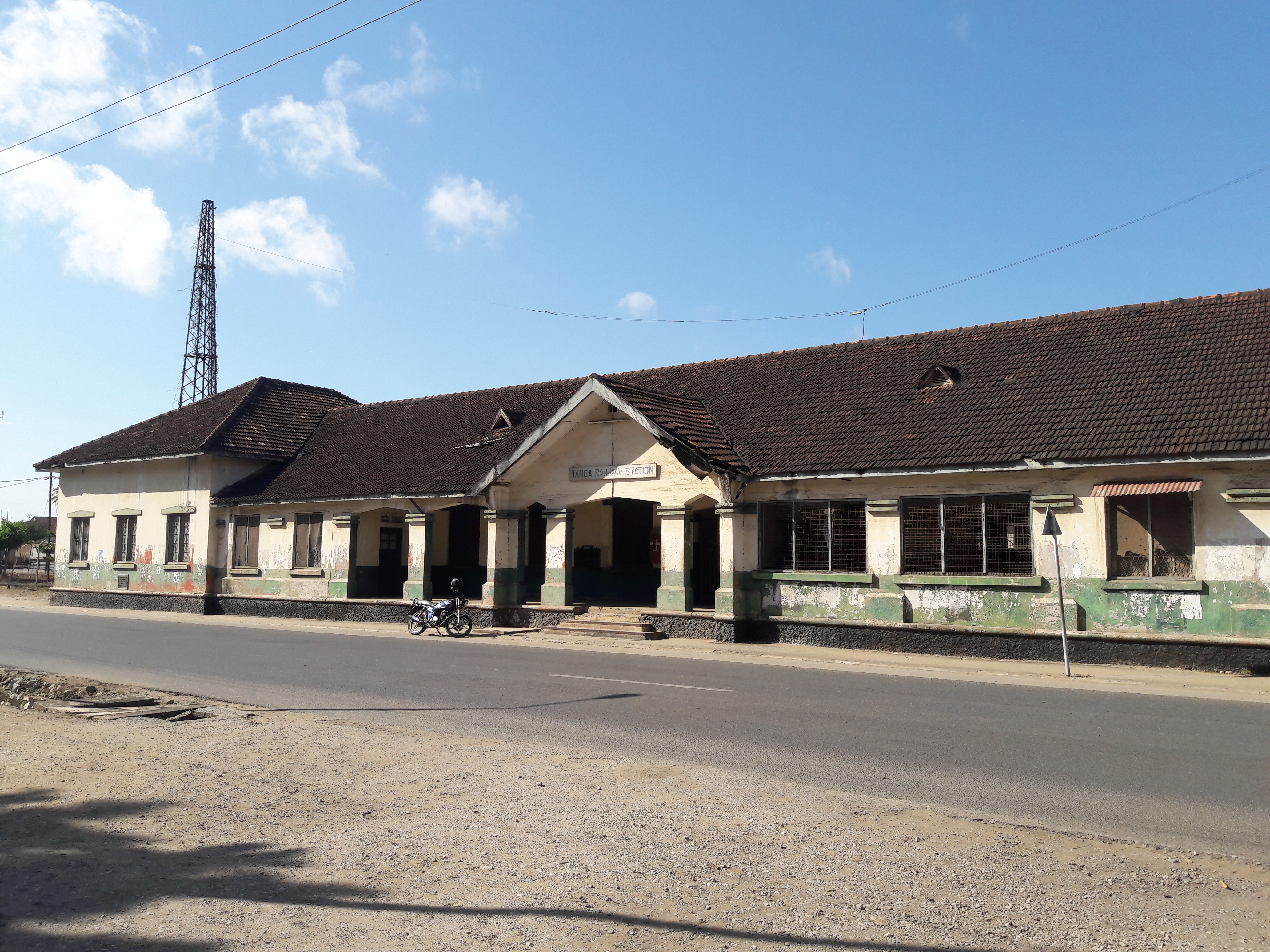
Bahnhof Tanga

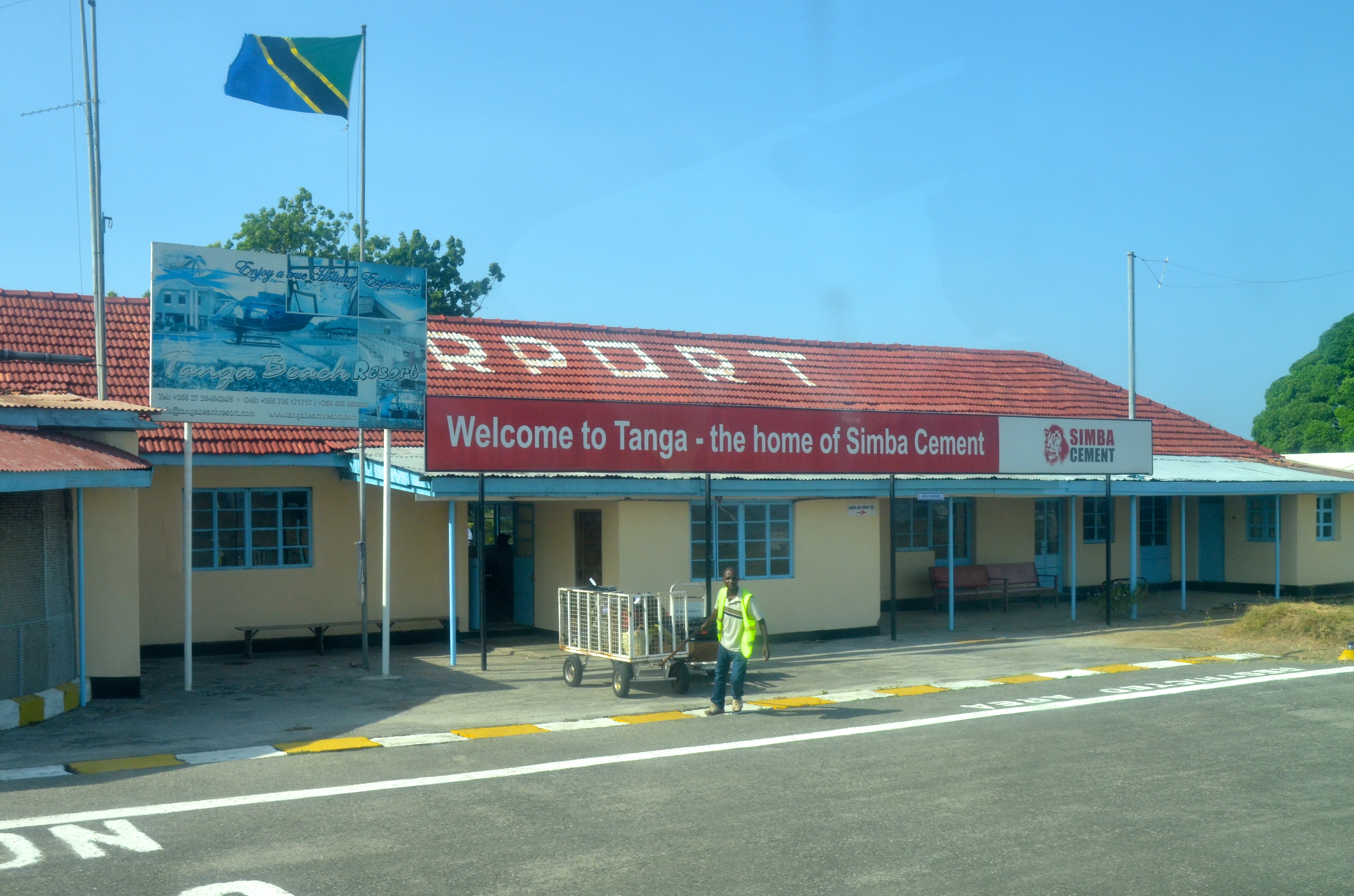
Flughafen Tanga

## Wirtschaft und Infrastruktur
| Von den über Zehn-Jährigen waren 62 Prozent beschäftigt, acht Prozent im Haushalt tätig, 24 Prozent in Ausbildung, zwei Prozent arbeitslos und vier Prozent arbeitsunfähig. Von den Beschäftigten arbeiteten mehr als drei Viertel in der Landwirtschaft (Stand 2012). - Landwirtschaft: Von den 1.700.000 Hektar Ackerland wurde 1997 nur ein Viertel bewirtschaftet. Hauptsächlich angebaut wurden Mais, Maniok, Bananen und Reis. An Nutztieren gehalten wurden vor allem Geflügel, Ziegen, Rinder und Schafe (Stand 2012). - Fischzucht ist in der Region nicht üblich. Weniger als ein Prozent der Haushalte beschäftigte sich damit. - Tourismus: Die bekanntesten Ziele für den Fremdenverkehr in der Region sind die Seestrände am Indischen Ozean, wie Pangani Beech und die Usambara-Berge. | Hier fehlt eine Grafik, die leider im Moment aus technischen Gründen nicht angezeigt werden kann. Wir arbeiten daran! |

- Straßen: Die Region Tanga hat ein Straßennetz von 3907 Kilometer. Davon sind 327 Kilometer asphaltierte Nationalstraßen und 1485 Kilometer Regionalstraßen, von denen 176 Kilometer asphaltiert sind (Stand 2018).[24][25] Die wichtigsten Verbindungen sind die Nationalstraßen T2 und T13. Die T2 durchquert die Region von Süden nach Norden, von ihr zweigt die T13 ab, die durch die Hauptstadt Tanga weiter nach Kenia führt.[26]
- Eisenbahn: Die Tanga-Bahnlinie wurde im Jahr 2007 eingestellt, aber 2019 wieder eröffnet. Sie führt von der Hauptstadt Tanga am Fuß des Usambara-Gebirges nach Moshi und weiter nach Arusha.[27]
- Flughafen: Westlich der Hauptstadt Tanga liegt der Flughafen Tanga mit einer asphaltierten Piste von 1260 Meter.[28]
- Hafen: Tanga ist ein kleiner Seehafen mit einem Jahresumschlag von 700.000 Tonnen (Stand 2019).[29]
- Energie: Am Fluss Pangani liefern zwei Laufkraftwerke elektrische Energie: Das Pangani-Fall-Kraftwerk wurde 1994 eröffnet und hat eine Nennleistung von 68 MW. Das Hale-Kraftwerk ging im Jahr 1961 ans Netz und hat eine Nennleistung von 21 MW.[30][31]

## Naturschutzgebiete, Sehenswürdigkeiten

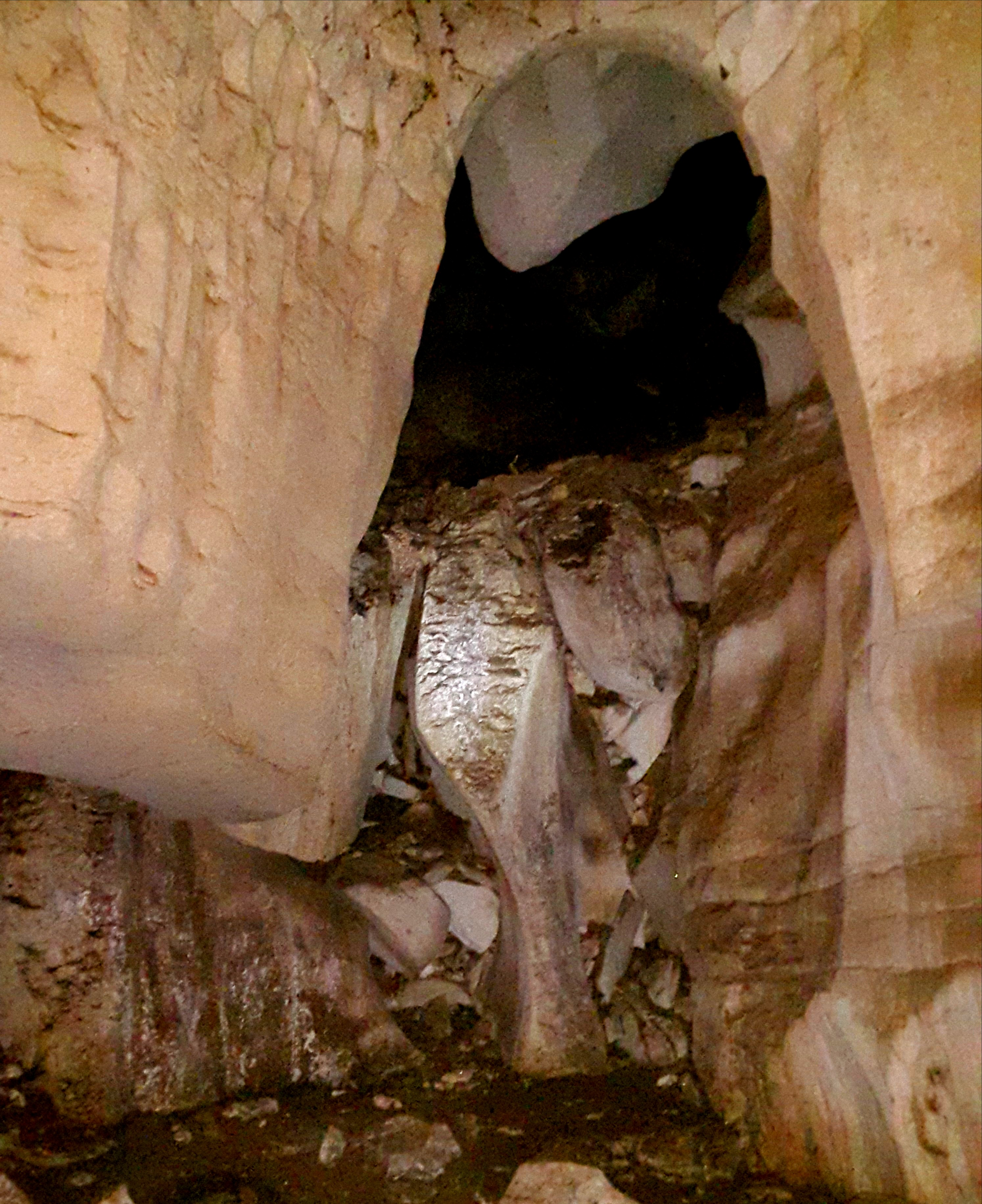
Amboni Höhlen

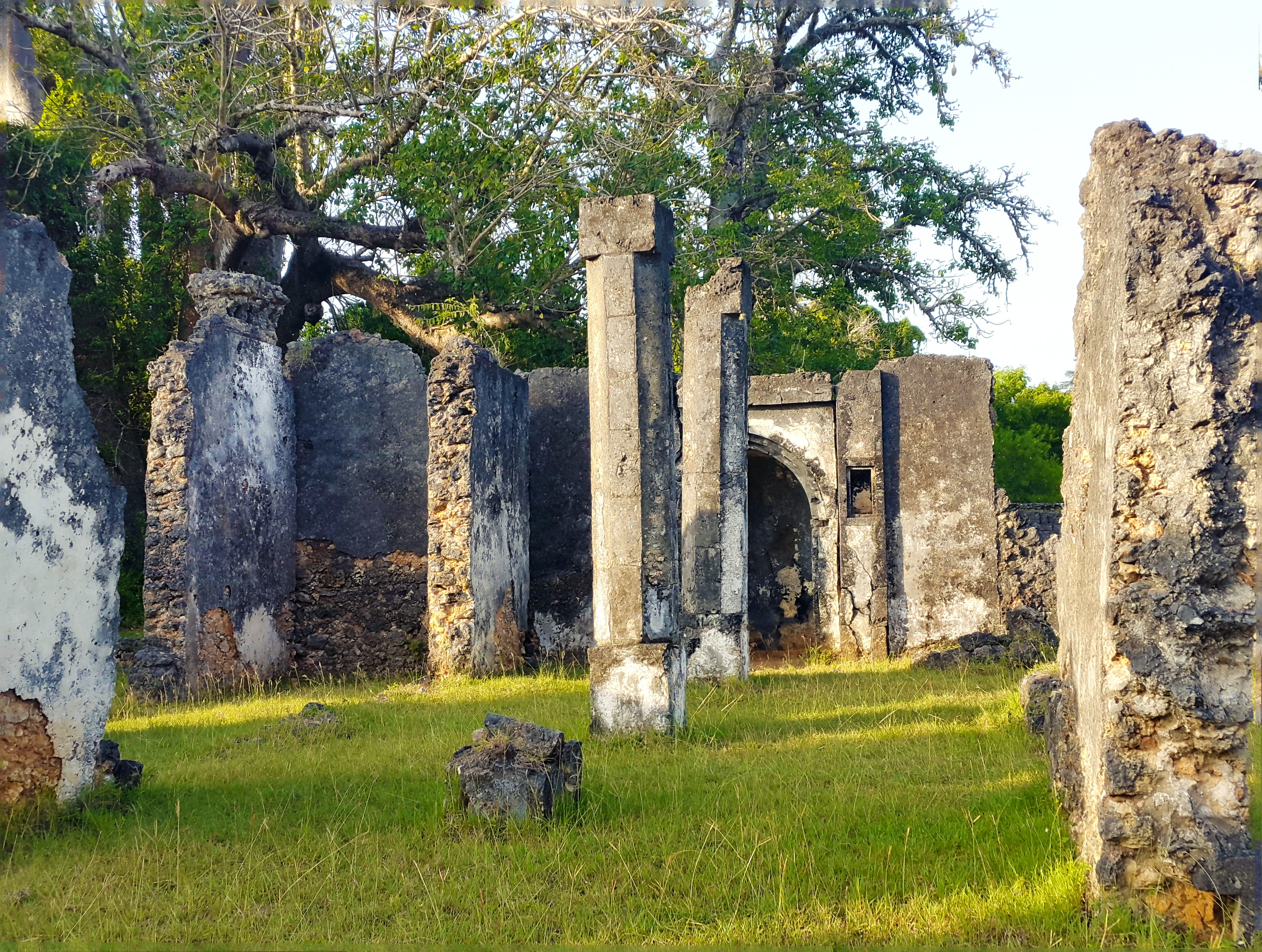
Tongoni Ruinen

- Amani-Naturschutzgebiet: Am südlichsten Teil der Usambara-Berge liegt dieses 8380 Hektar große Waldgebiet in den Distrikten Muheza und Korogwe in einer Seehöhe zwischen 300 und 1100 Metern.[32]
- Amboni-Höhlen: Diese Höhlen sind Kalksteinhöhlen aus dem Jura, die acht Kilometer nördlich der Stadt Tanga liegen. Von zehn erforschten Höhlen ist eine für Führungen geöffnet.[33]
- Tongoni-Ruinen: Tongoni war im 15. Jahrhundert ein florierendes Handelszentrum. Aus dieser Zeit stammen die Ruinen einer Moschee und vierzig Gräber. Jetzt ist Tongoni ein kleines Fischerdorf 17 Kilometer südlich von Tanga.[34]

## Sonstiges
- Kirche: Die Diözese Tanga der Katholischen Kirche hat rund 235.000 Mitglieder. Andere große Glaubensgemeinschaften sind der Islam, die Evangelische Kirche und die Anglikanische Kirche.[35]